# Cissophyllus
Cissophyllus ist eine Gattung der Spulwürmer mit vier Arten. Sie sind Parasiten bei pflanzenfressenden Reptilien.

## Merkmale
Cissophyllus-Arten sind Kathlaniinae, bei denen die Oberlippe zu einem stark kutikularisierten, dreizackigen Zahn umgebildet ist. Die beiden Unterlippen tragen auf ihrer Innenseite zahlreiche Lamellen.

## Systematik
Zur Gattung gehören folgende Arten:
- Cissophyllus laverani Raillier & Henry, 1912
- Cissophyllus leytensis Tubangul & Villaamil, 1933
- Cissophyllus penita (Leidy, 1886)
- Cissophyllus roseus (Leidy, 1851)

Synonyme sind Cissophylus Lane, 1914 und Sissophyllus Travassos, 1913.